# Les Jeux de l'amour
Pour plus de détails, voir Fiche technique et Distribution.
Les Jeux de l'amour est un film français réalisé par Philippe de Broca, sorti en 1960.

## Synopsis
Suzanne tente de convaincre Victor de l'épouser. Mais Victor est rieur et désinvolte, il aime sa vie telle qu'elle est, vivant avec Suzanne depuis 2 ans. François, un voisin, écoute les espoirs de Suzanne et tente de sermonner Victor. Comme rien n'y fait, il avoue alors son amour à Suzanne qui reçoit la déclaration sans pour autant céder à ses avances. Victor finit par revenir vers Suzanne et lui promettre le mariage.

## Fiche technique
- Titre : Les Jeux de l'amour
- Réalisation : Philippe de Broca, assisté de Robert Bober
- Scénario : Daniel Boulanger et Philippe de Broca, d'après une idée originale de Geneviève Cluny
- Décors : Jacques Saulnier, Bernard Evein
- Directeur de la photographie : Jean Penzer
- Son : Jean Labussière
- Montage : Laurence Méry-Clark
- Musique : Georges Delerue
- Production : Claude Chabrol, Roland Nonin
- Sociétés de production : Ajym Films, Cocinor
- Pays de production :  France
- Langue originale : français
- Format : noir et blanc — 35 mm —  son mono
- Genre : Comédie
- Durée : 83 minutes
- Date de sortie : France : 1er juin 1960
- Affiche : Clément Hurel (France)

## Distribution
- Jean-Pierre Cassel : Victor, le compagnon de Suzanne
- Geneviève Cluny : Suzanne, la jeune antiquaire
- Jean-Louis Maury : François, leur ami commun
- Robert Vattier : l'acheteur galant
- Claude Cerval : le veuf neurasthénique
- Pierre Repp : le locataire bègue
- Maria Pacôme : une cliente
- Jeanne Pérez : la buraliste
- François Maistre : l'homme élégant
- Lud Germain : l'africain
- Claude Chabrol : le forain
- Mario David : le représentant
- Daniel Boulanger : un danseur
- Philippe de Broca : client de l'Oiseau mouche
- Georges Delerue : le pianiste
- Jean-Pierre Moulin : le garçon de l'oiseau mouche
- Jackie Sardou : la locataire mère de famille
- Jean-Paul Thomas : un philosophe
- Gilbert Edard : un philosophe
- Huynh Trung Ngon : le danseur indochinois
- J.Babillotte : Denise
- Simone Matil : une fille à l'oiseau mouche
- Dany Jacquet : une fille à l'oiseau mouche
- Régine : une danseuse (non créditée)

## Récompense
- 1960 : le film obtient l'Ours d'argent extraordinaire au Festival de Berlin.